# Kamienica przy ulicy Szewskiej 5 w Krakowie
Kamienica przy ulicy Szewskiej 5 – zabytkowa kamienica, znajdująca się w Krakowie, na Starym Mieście.
Kamienica została wzniesiona w XV lub XVI wieku. W 1673 roku budynek został nadbudowany. W 1929 roku odbyła się nadbudowa trzeciego piętra kamienicy. Po 1990 roku odbył się remont budynku.
19 lutego 1968 kamienica została wpisana do rejestru zabytków. Znajduje się także w gminnej ewidencji zabytków.